# تانر غلاس
تانر غلاس هو لاعب هوكي جليد كندي، ولد في 29 نوفمبر 1983 في ريجاينا في كندا.

## وصلات خارجية
- تانر غلاس على موقع دوري الهوكي الوطني (الإنجليزية)
- تانر غلاس على موقع الدوري الأمريكي لهوكي الجليد (الإنجليزية)
- تانر غلاس على موقع EliteProspects.com (الإنجليزية)
- تانر غلاس على موقع Eurohockey.com (الإنجليزية)
- تانر غلاس على موقع HockeyDB.com (الإنجليزية)
- تانر غلاس على موقع Hockey-Reference.com (الإنجليزية)